# Миликов (Хеб)
Миликов (чеш. Milíkov) је насељено мјесто са административним статусом сеоске општине (чеш. obec) у округу Хеб, у Карловарском крају, Чешка Република.

## Становништво
Према подацима о броју становника из 2014. године насеље је имало 281 становника.